# Liane (Zeitschrift)
Liane war eine alternative Kunstzeitschrift in Ost-Berlin von 1988 bis 1990.

## Geschichte
Herausgeber war Heinz Havemeister, zusammen mit Volker Handloik, Klaus Michael (Michael Thulin) und Susanne Schleyer. „LIANE ist ein Kultur-Almanach und vereinigt Grafik, Literatur, Kritik, Comic und Dokumentation der unabhängigen Kunst und Kultur in der DDR.“ (Editorial)
Es gab vor allem lyrische Texte von Autoren wie Annett Gröschner, Johannes Jansen, Eberhard Häfner, Rainer Schedlinski, Andreas Koziol und anderen. Dazu wurden farbige und schwarz-weiße Grafiken von Susanne Schleyer und anderen Künstlern abgedruckt. Die Texte wurden mit Schreibmaschine, später mit Computer geschrieben und vervielfältigt.
1990 gründeten einige der Beteiligten den Galrev Verlag. In diesem Jahr gab es auch eine Sondernummer zur Ausstellung über die Comics der Digedags.
Die Nummer 11/1990 ist die letzte bekannte Ausgabe.